# Firrel
Firrel település Németországban, azon belül Alsó-Szászország tartományban. Lakosainak száma 829 fő (2023. december 31.). Firrel Großefehn, Hesel és Schwerinsdorf községekkel határos.

## Népesség
A település népességének változása:
| Lakosok száma | 803  | 813  | 820  | 837  | 851  | 829  |
|               | 2016 | 2017 | 2019 | 2021 | 2022 | 2023 |